# 실라몽바라산
실람바라산(Silambarasan, 1983년 2월 3일 ~ )은 인도의 배우, 영화 감독과 가수이다. 심부  타밀어 영화 산업의 주역 중 한 명이다. 라젠드라의 아들 아역배우로 데뷔해 많은 타밀 영화에 출연했다. 2002년 처음으로 비자야 D. 역할을 맡았다. 그는 아버지 라젠다르가 감독한 영화 '사랑은 파괴하지 않는다'에도 출였했다.  2006년에 타밀나두 주정부는 그에게 칼라이마마니상을 수여했다.

## 생명선
비자야 라젠다르와 우샤 라젠다르 사이에서 타밀나두의 첸나이에서 태어났다. 그에게는 형제 쿠랄라라산과 자매 Ilakiya가 있다. 첸나이에 있는 Donbosco Matriculation Higher Secondary School에서 교육을 받았다. Ashram 학교에서 오디오 공학을 공부했다. 아버지 감독의 영화에서 아역배우로 데뷔한 실람바라산은 많은 타밀 영화에 출연했고 많은 영화를 감독했다.

## 수상
- 타밀나두 정부의 칼라이마마니(2006)
- 실람파탐- 이사야루비 타밀 음악상 (2009)
- Vinnaythandadi Varuvaya – 에디슨상 남우주연상(2010)